# Emancipatieproclamatie

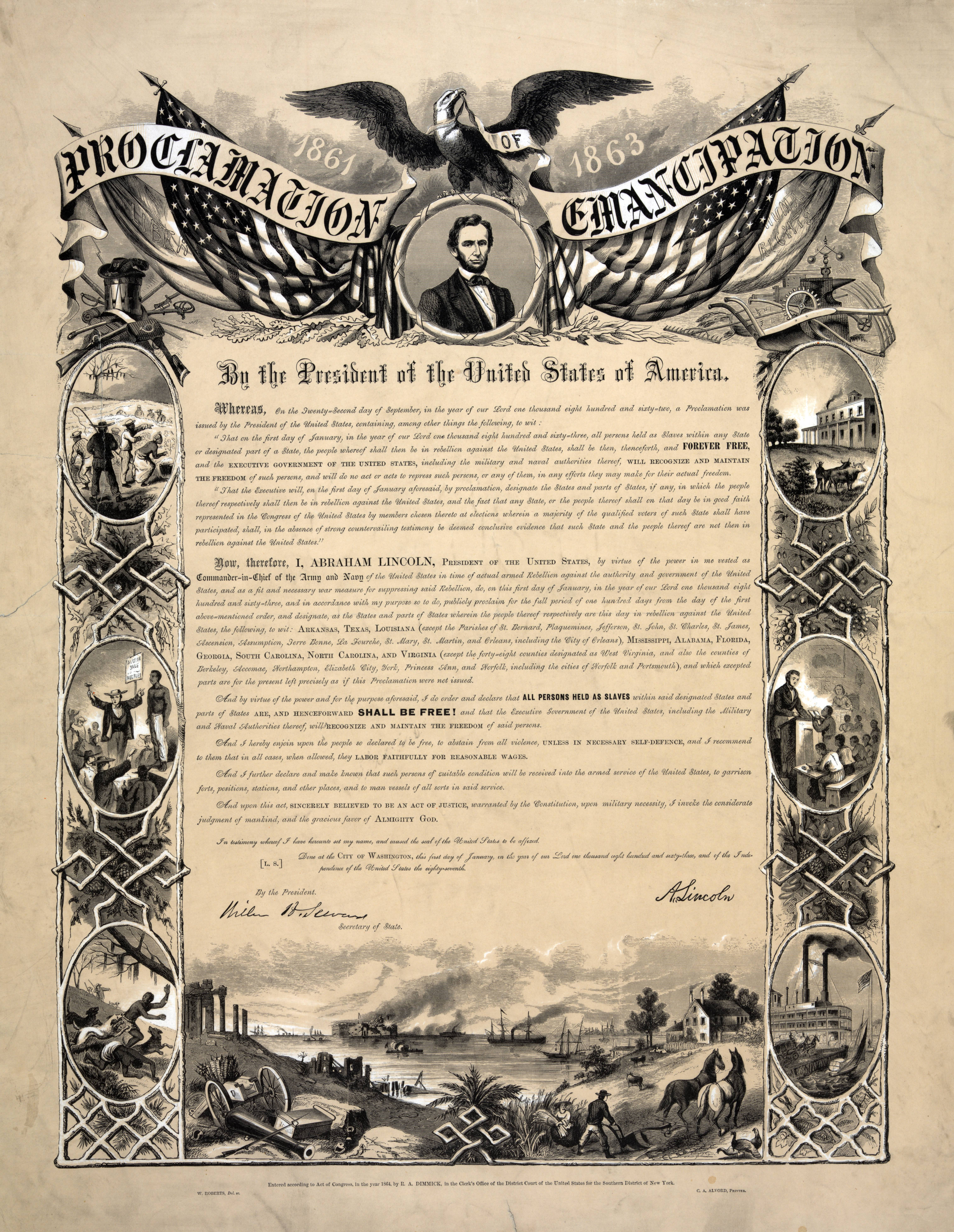
Reproductie van de Emancipatieproclamatie

De Emancipatieproclamatie (Emancipation Proclamation) was een Executive Order die president Abraham Lincoln tijdens de Amerikaanse Burgeroorlog in 1862 afkondigde (en in 1863 in werking trad) en die de slaven in rebellerende zuidelijke staten en gebieden "voor altijd vrij" verklaarde.
De Amerikaanse Burgeroorlog was een strijd om het behoud van de Unie nadat de zuidelijke staten zich afgescheiden hadden. Het moreel in het zuiden was aanvankelijk hoog. Men meende voor zijn onafhankelijkheid en zijn eigen manier van leven te vechten. Het recht van de individuele staten hun eigen wetten te stellen (waaronder het recht om slaven te houden) stond daarbij centraal. Hoewel aanvankelijk ook de president van de Unie, Lincoln, huiverig stond tegenover een volledige afschaffing van de slavernij, kwam hij in de loop van de oorlog toch op andere gedachten. Hij was ervan overtuigd dat de slavernij afgeschaft moest worden om de oorlog te kunnen winnen. Dit resulteerde uiteindelijk in de afschaffing van de slavernij in de opstandige Geconfedereerde Staten van Amerika.

## Wetten die tot de Proclamatie leidden
- Juli 1861, in de eerste confiscatiewet staat dat slaven die werken voor de Rebellen (zo werden de zuidelijken ook wel genoemd) door de Unie kunnen worden opgepakt.
- Maart 1862, legerpersoneel wordt verboden om voortvluchtige slaven terug te brengen naar hun eigenaren
- 10 april 1862, eigenaren die hun slaven vrijlaten krijgen een schadevergoeding.
- 16 april 1862, slavernij wordt verboden in het District of Columbia (het gebied rond de Amerikaanse hoofdstad Washington)
- juli 1862, alle slaven van eigenaren die de Confederatie (zuidelijken) steunen, worden vrijgelaten

## Problemen die dit opleverde
Lincoln was geen abolitionist. Hij was tegen slavernij maar niet voor een directe afschaffing ervan, zoals de abolitionisten, die een groot deel van zijn aanhangers vormden. Er werd door de abolitionisten zeer op aangedrongen, maar telkens wees Lincoln hun verzoeken af. Dit kwam door een aantal problemen.
- Ten eerste zou hij de steun van de grensstaten verliezen. Die hadden namelijk wel slaveneconomie maar bleven bij de Unie. Deze steun was echt belangrijk voor de Unie.
- Ten tweede zou hij de steun van de democraten verliezen, die tegen abolitionisten waren en voor slavernij. Dit waren de politieke rivalen van zijn republikeinen. Ze waren nog wel bereid om oorlog te voeren voor het behoud van de Unie. Als het Noorden dan in tweeën gedeeld zou zijn, zou het Zuiden de oorlog kunnen winnen.

Lincoln begon echter langzaam in 1862 van standpunt te veranderen. De Unie leed constant nederlagen op het slagveld en hij dacht aan een langzame emancipatie: “...ik voelde dat wij aan het eind van onze mogelijkheden waren gekomen en dat wij onze tactiek moesten veranderen of het spel verliezen.” Hij was van plan de slavernij af te schaffen. Hijzelf wilde dat ook graag maar kon het niet eerder doen, er waren ook een aantal voordelen:
- De grote mogendheden uit Europa, Groot-Brittannië en Frankrijk, waren tegen slavernij. Met de afschaffing van slavernij zou hij hun goedkeuring krijgen. Daarbij kwam nog eens dat Groot-Brittannië de grootste afnemer van katoen was van het Zuiden. Groot-Brittannië zou dus de Confederatie kunnen erkennen of zelfs de kant van het Zuiden kiezen en dat zou fataal zijn voor het Noorden.
- Het zou de oorlogvoering in het Zuiden afremmen. Zonder de slaven begon het Zuiden niks want dan zou het niks meer kunnen produceren.

Lincoln besloot om te wachten op een overwinning van de Unie. Die kwam echter pas in 17 september 1862 (de Slag bij Antietam). Een overwinning was nodig om zo de onrust die er kwam door de afschaffing te verminderen. Op 22 december 1862 bracht Lincoln een voorlopige verklaring uit waarin het volgende stond:
Er werd vrijheid beloofd aan alle slaven van de Confederatie als de Confederatie niet voor 1 januari 1863 vrede had gesloten. Lincoln verwachtte overigens niet dat ze dat zouden doen
Op 1 januari was er nog geen vrede gesloten en Lincoln vaardigde de emancipatieproclamatie uit. Er stond het volgende in:
De slavernij wordt afgeschaft in de volgende gebieden: Arkansas, Texas, Louisiana (behalve de districten St. Bernard, Palquemines, Jefferson, St. John, St. Charles, St. James, Ascension, Assumption, Terrebone. Lafourche, St. Mary, St. Martin en Orleans, inclusief de stad New Orleans), Mississippi, Alabama, Florida, Georgia, South Carolina, North Carolina en Virginia (behalve de 48 districten die samen West-Virginia worden genoemd, en ook de districten Berkley, Accomac, North-Hampton, Elizabeth City, York, Princess Ann en Norfolk, inclusief de steden Norfolk en Portsmouth.
Dus de slavernij werd afgeschaft in alle gebieden van de Confederatie met uitzondering van de grensstaten. Deze grensstaten had Lincoln namelijk nodig.
Zijn Emancipatieproclamatie gaf de vrijheid aan 3.063.392 slaven die ongeveer 2 miljard dollar waard waren, in de afgescheiden staten. Het besluit zou natuurlijk alleen maar kunnen worden doorgevoerd in de gebieden die de Noordelijke legers in handen kregen. Maar de vrijheid ontging 441.702 slaven in de grensstaten, die de Unie trouw waren gebleven. Tennessee en een aantal gebieden in Virginia en Louisiana werd toegestaan hun slaven te houden, omdat zij zich reeds hadden onderworpen.
Ondanks de beperkende bepalingen werd deze proclamatie de belangrijkste politieke zet in de oorlog. De wereldopinie schaarde zich nu definitief achter het Noorden. Massa-demonstraties van Engelse arbeiders dwongen het kabinet het bouwen van oorlogsschepen voor de Confederatie te stoppen.
De Russische tsaar, die zijn lijfeigenen op vreedzame wijze in vrijheid had gesteld zond een aantal oorlogsschepen voor een vriendschappelijk bezoek aan New York en San Francisco.

## Reactie in het Noorden
In het Noorden gingen duizenden mensen de straat op om feest te vieren. Ze zongen liederen en hielden optochten en toespraken. Niet iedereen was blij. Ook in het Noorden bestonden er vooroordelen over zwarten. En sommige abolitionisten wilden de slavernij ook in de staten van de Unie afschaffen.
Na de afschaffing nam het Noorden zwarte soldaten in dienst. In totaal hebben er meer dan 186.000 zwarte soldaten meegevochten. In aparte regimenten onder blanke officieren en tot halverwege 1864 tegen lagere soldij. Toch werden de zwarte mensen in het Noorden langzaam maar zeker aanvaard als medestrijder en mens.

## Reactie in het Zuiden
Hoewel slaveneigenaren hun slaven niets over de proclamatie vertelden, kwamen velen er toch achter. Steeds meer slaven ontsnapten en kwamen in opstand en overal waar de Noordelijke legers verschenen stroomden de plantages leeg. Deze proclamatie zorgde er niet voor dat slaven meteen bevrijd werden, maar het was een grote stap voorwaarts. Het document verklaarde ten overstaan van de hele wereld dat de burgeroorlog bedoeld was om een eind te maken aan de slavernij. Een nadeel was wel dat er een enorm vluchtelingenprobleem ontstond in het Noorden.